# Mutterstadt

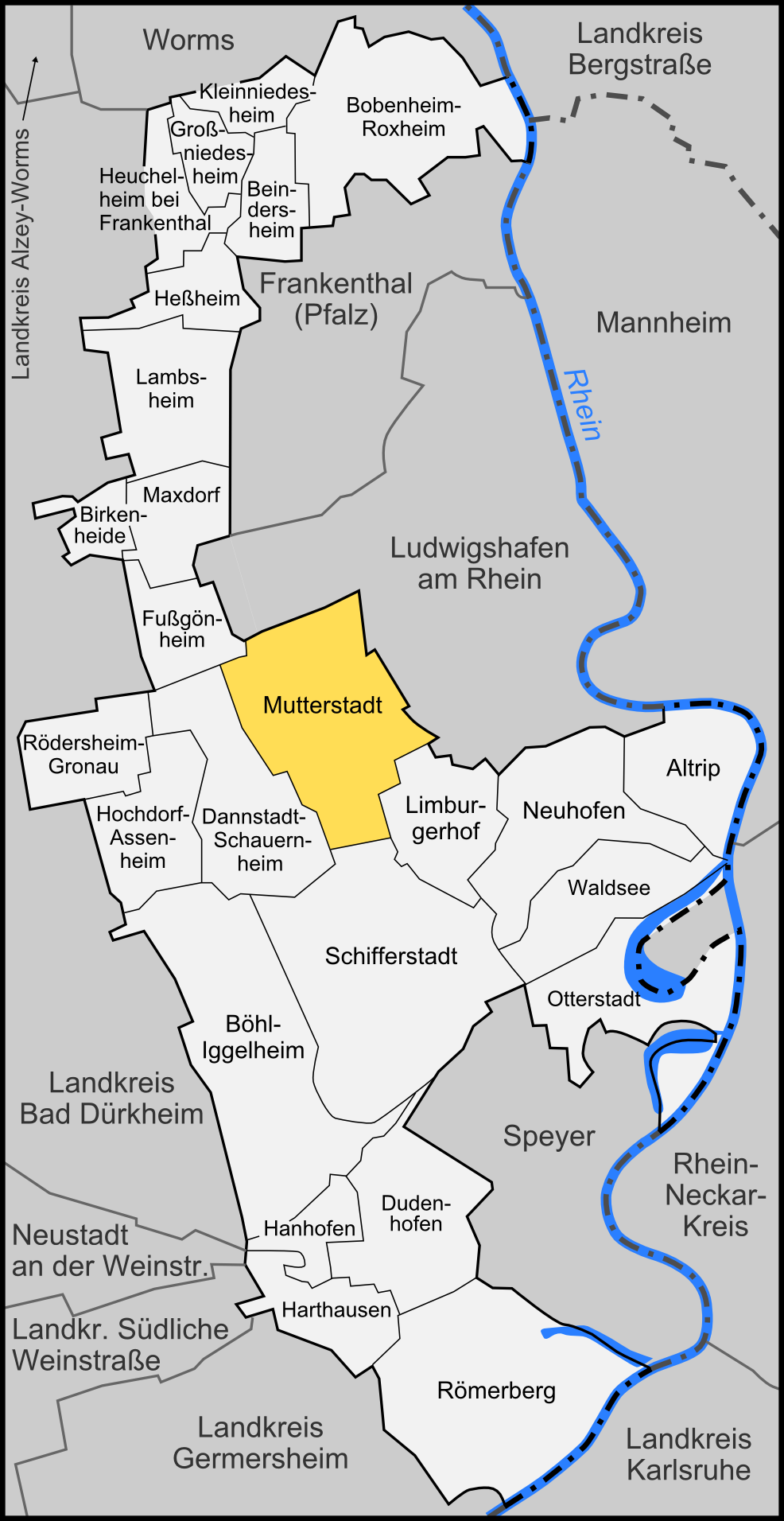
Position dans l'arrondissement de Rhin-Palatinat.

Mutterstadt est une municipalité allemande de l'arrondissement de Rhin-Palatinat, située dans le Land de Rhénanie-Palatinat, à environ 7 km au sud-ouest de Ludwigshafen. Elle compte environ 12 413 habitants.

## Histoire
| Appartenances historiques Palatinat du Rhin 1331-1797 République cisrhénane (Mont-Tonnerre) 1797-1802 République française (Mont-Tonnerre) 1802-1804 Empire français (Mont-Tonnerre) 1804-1813 Royaume de Bavière 1815-1918 République de Weimar 1918-1933 Reich allemand 1933-1945 Allemagne occupée 1945-1949 Allemagne 1949-présent |

La plus ancienne mention connue de la ville date de l'an 767, parmi les archives monastiques de Lorsch.

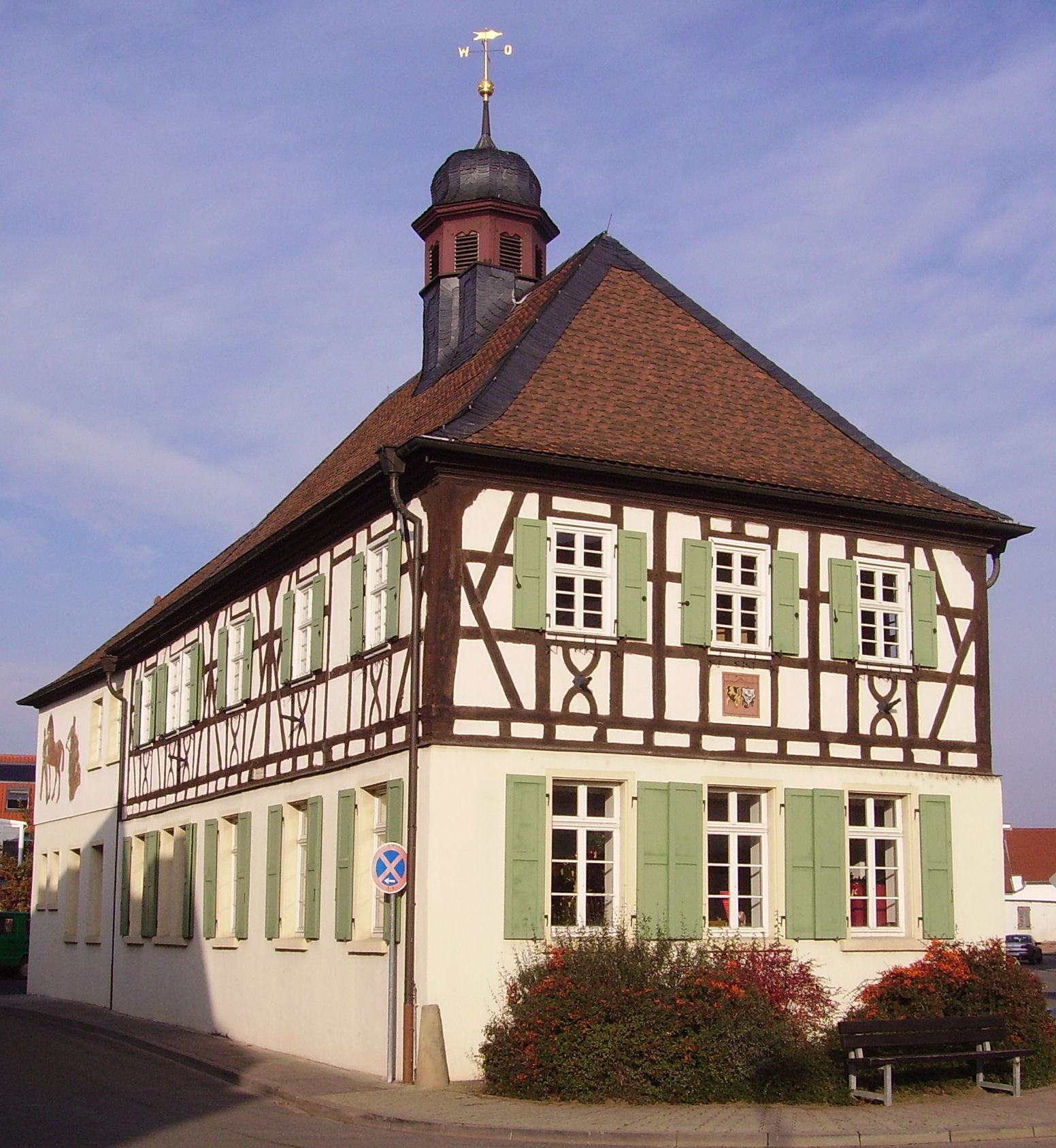
L'hôtel de ville historique.
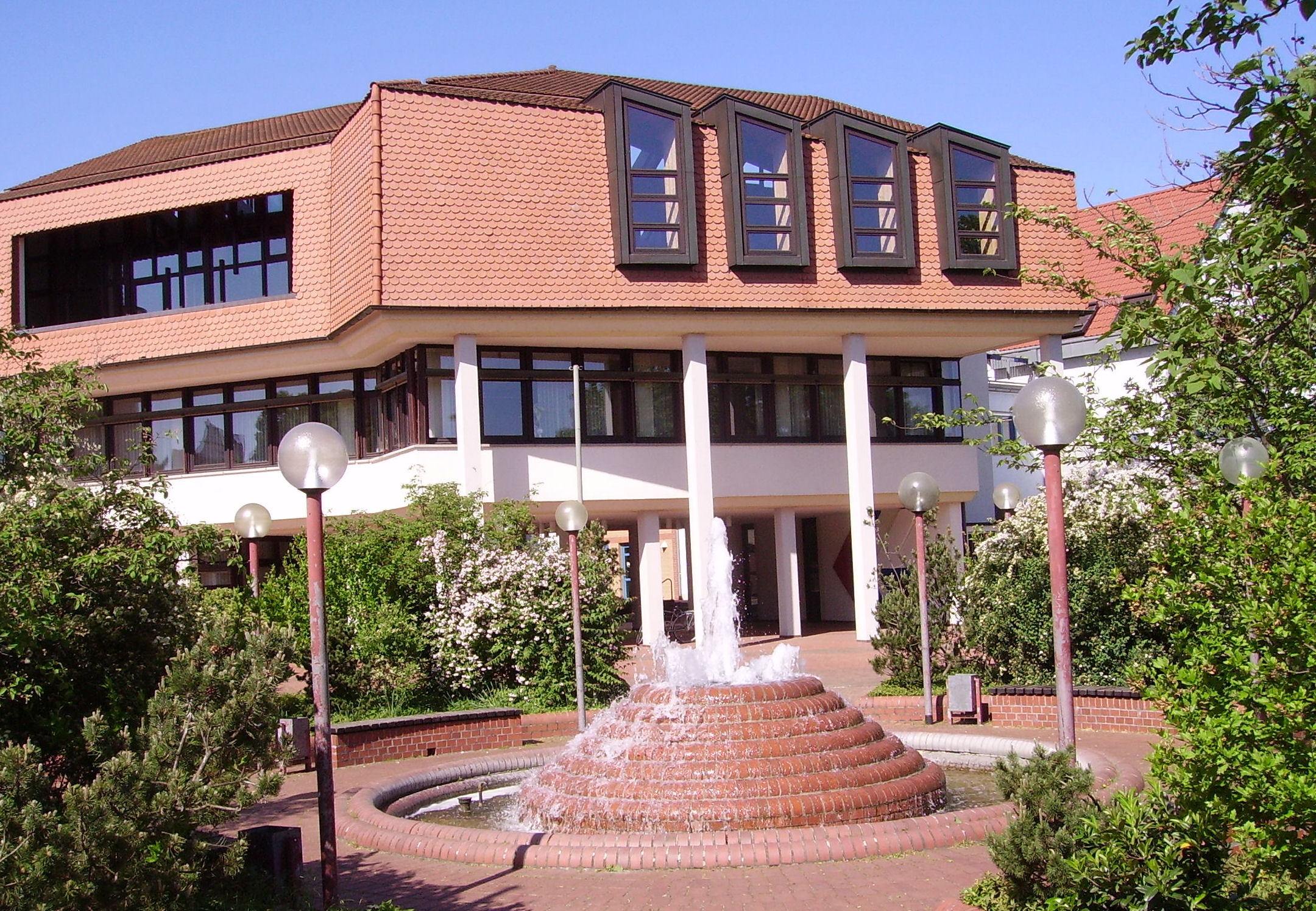
L'arrière de la nouvelle mairie.
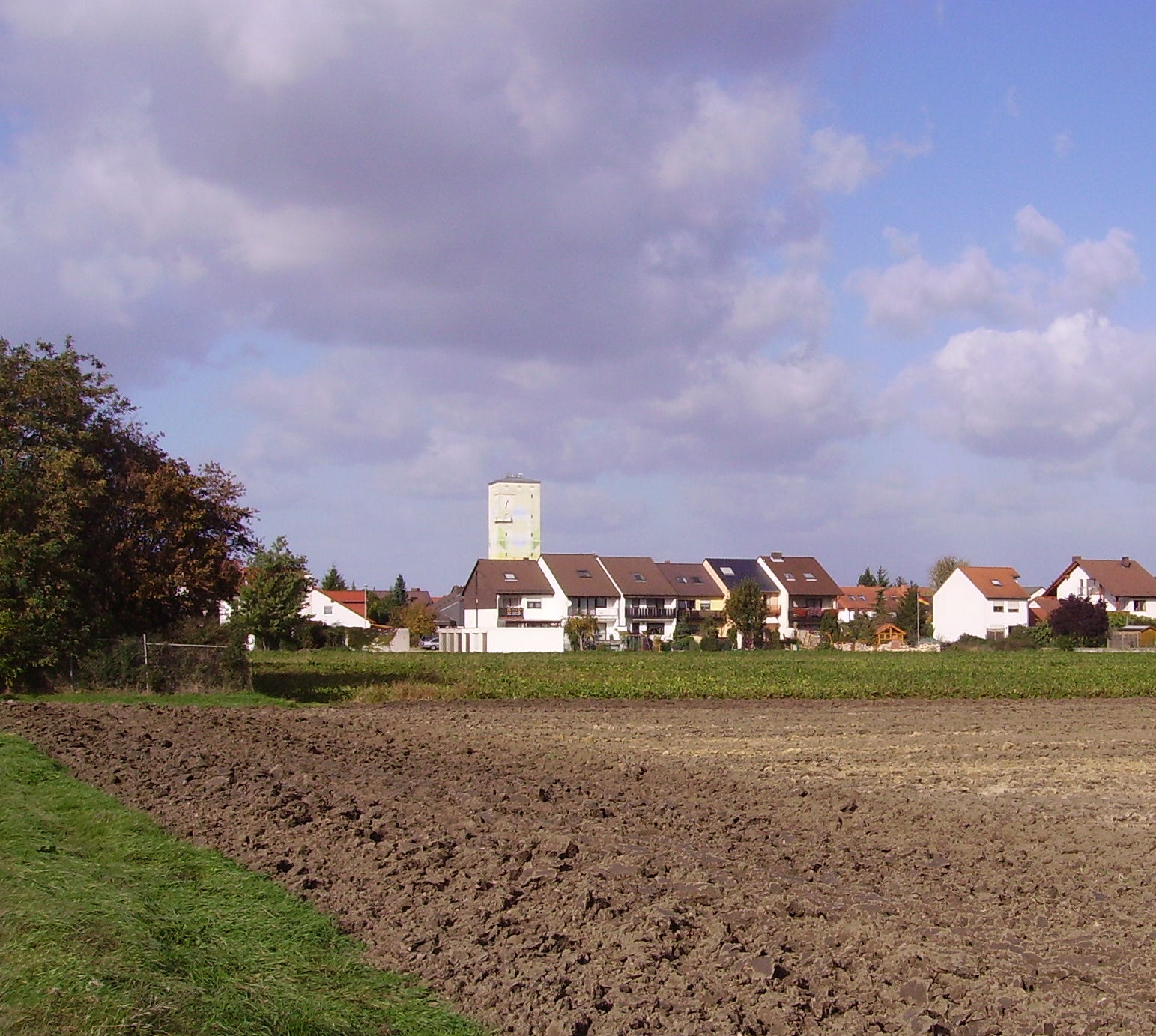
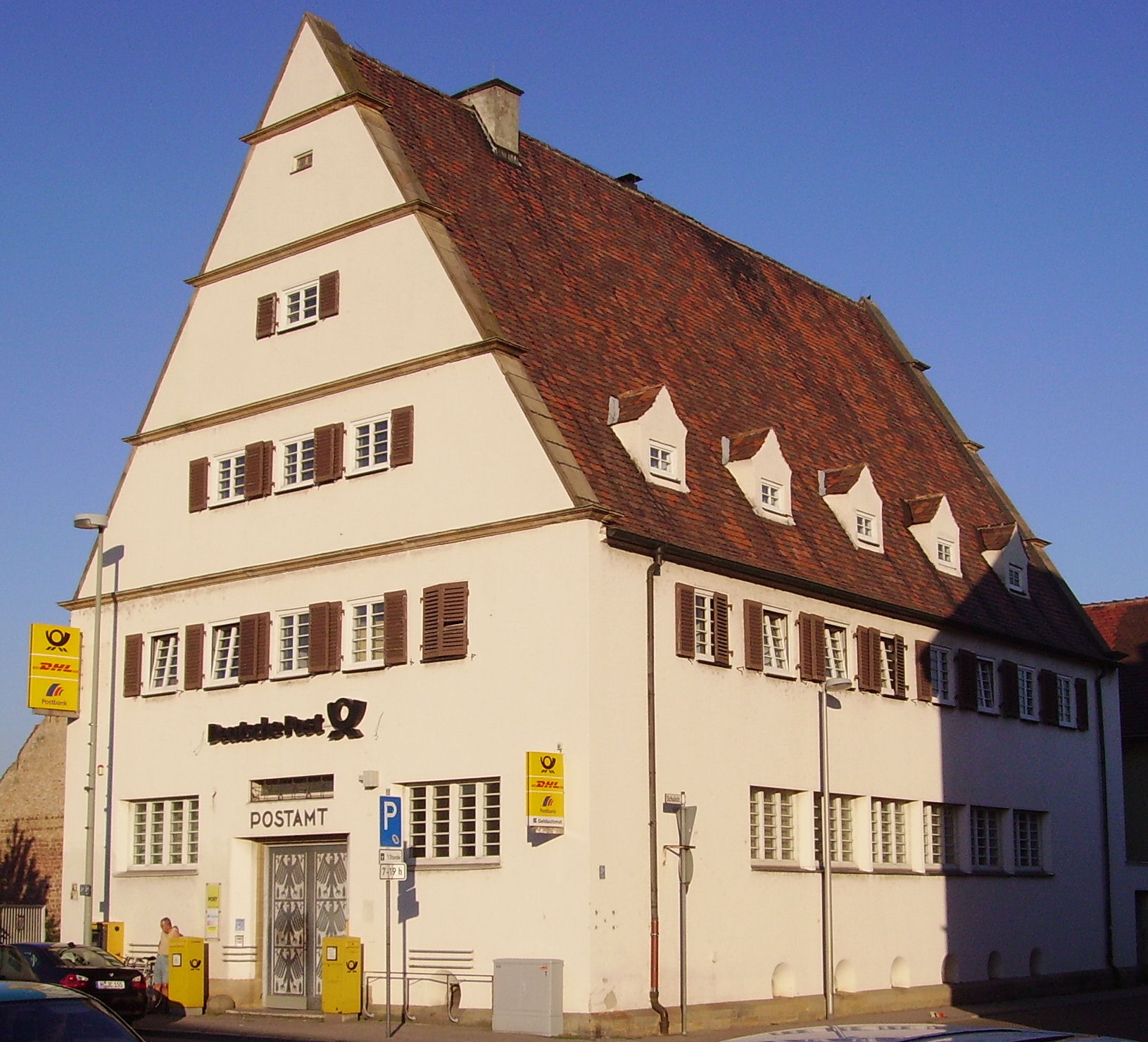
La Poste.

## Jumelage
- Oignies (France) depuis 2004.